# Bauple
Bauple ist eine ländliche Stadt und Ortschaft in der LGA Fraser Coast Region, Queensland, Australien. In der Volkszählung von 2021 hatte Bauple 745 Einwohner.
Der Ort liegt zwischen Gympie und Maryborough, knapp zehn Kilometer südlich von Tiaro und rund 35 Kilometer vom Ufer der Great Sandy Strait landeinwärts. Der Bruce Highway passiert Bauple am westlichen Ortsrand.
Der Ort hieß ursprünglich Raby und erhielt seinen Namen, der auf das Aborigine-Wort für die Kragenechse zurückgeht, 1896 vom nahen Berg. Im gleichen Jahr wurde eine Mühle für Zuckerrohr eröffnet, die bis in die 1950er Jahre betrieben wurde.
Macadamianüsse sollen von Bauple aus ihre Verbreitung gefunden haben. Heute wird in der Region aber vor allem Zuckerrohr angebaut.
Westlich des Orts liegt rund um den Mount Bauple (496 m) der Mount-Bauple-Nationalpark. Er dient ausschließlich wissenschaftlichen Zwecken und ist für die Öffentlichkeit nicht zugänglich. Im Park finden sich noch wild gewachsene Nussbäume der Art Macadamia integrifolia, deren Samen Bauple-Nuss genannt werden.